# آربولز (کلرادو)
آربولز (به انگلیسی: Arboles) یک منطقهٔ مسکونی در ایالات متحده آمریکا است که در شهرستان آرچولتا، کلرادو واقع شده‌است. آربولز ۱۳٫۸ کیلومتر مربع مساحت و ۲۸۰ نفر جمعیت دارد و ۱٬۹۱۴ متر بالاتر از سطح دریا واقع شده‌است.